# Ентоні Скарамуччі
Ентоні Скарамуччі (*6 січня 1964, Порт Вашингтон, Штат Нью-Йорк) — американський фінансист, менеджер гедж-фондів і публіцист. Протягом 10 днів — з 21 липня по 31 липня 2017 директор з комунікацій Білого дому (помічник президента США з комунікацій, у зв'язках із ЗМІ).

## Біографія
Народився в сім'ї робітника піщаного кар'єру. Виріс і отримав виховання «середнього класу» на Лонг-Айленді, про що він з гордістю розповідає. Закінчив Університет Тафтса, отримав докторський ступінь в Гарвардській школі права. Працював у Lehman Brothers і в Goldman Sachs. У 2005 році він заснував в Нью-Йорку власну інвестиційну компанію SkyBridge Capital. Вважається мільярдером, який сам заробив свій капітал.
Скарамуччі є відомим організатором збору коштів для республіканської партії США. До цього він вже був відомий як успішний фінансист з Волл-стріт, який зібрав кошти для президентської кампанії Барака Обами.
Під час виборчої президентської кампанії 2016 він допоміг Трампу зібрати грошові пожертвування.
У січні 2017 року після запрошення з боку Дональда Трампа перейти на службу у Білий дім, він продав свою 45-відсоткову частку в компанії групі покупців, до якої належала китайська HNA Group та компанія RON Transatlantic.
Скарамучі не має офіційного досвіду в управлінні комунікаціями, але протягом багатьох років він вміло продемонстрував свою здатність спілкуватися по телебаченню — майстерність, яку Дональд Трамп високо цінує.
Американські ЗМІ звинувачують Ентоні Скарамуччі разом з Трампом у зв'язках з Російським фондом прямих інвестицій (РФПІ, дочірньої установи Зовнішекономбанку РФ).

## Робота у Білому домі
Його призначення на пост директора з комунікацій при президентові США у липні 2017 відбулося на тлі відвертої ворожнечі Дональда Трампа з американською пресою. На знак протесту з приводу призначення Скарамуччі на посаду подав у відставку прес-секретар президента Шон Спайсер. Проти призначення Скарамуччі також рішуче виступав керівник апарату Білого дому Райнс Прібус.
Сам Скарамуччі пообіцяв покласти край несанкціонованим зливам інформації з Білого дому у ЗМІ, що «завдають шкоди Дональду Трампу». 22 липня він повністю почистив свій акаунт у твіттері від старих твітів, що «не відповідають поглядам Трампа».

## Політичний скандал
В середу ввечері 26 липня 2017 він зателефонував кореспондентові журналу «The New Yorker» Райану Лізза і категорично зажадав, аби той розкрив йому своє джерело — «чиновника-високопосадовця з Білого дому». Після відмови журналіста він вибухнув лайкою, в якій пообіцяв «звільнити» весь персонал Білого дому (I'm going to fire everybody). Він нецензурно розкритикував колег, яких назвав винними у зливі конфіденційної інформації:
| «Я не Стів Беннон, я не смокчу свій власний член» Оригінальний текст (англ.) I’m not Steve Bannon, I’m not trying to suck my own cock. |
| Райнс Прібус — це йо..аний параноїдальний шизофренік, параноїк»[13]Оригінальний текст (англ.) Reince is a fucking paranoid schizophrenic, a paranoiac. |

Публікація запису скандальної розмови одразу поширилась у світових ЗМІ. Наступного дня Скарамуччі своєрідно вибачився у Твіттері:
 Я іноді використовую барвисту мову. Я буду утримуватися на цій арені, але не відмовляюсь від пристрасного бою за порядок денний Дональда Трампа.

## Звільнення
31 липня 2017 Ентоні Скарамуччі залишив посаду директора з комунікацій Білого Дому. Це сталося невдовзі після оголошення про призначення генерала Джона Келлі керівником апарату президентської адміністрації.

## Виноски
1. ↑  GeneaStar
2. ↑  Davos 2014 Participant List
3. ↑  WorldCat Entities — OCLC, Inc., 2022.
4. ↑  Freebase Data Dumps — Google.
5. ↑  Hoffman R. LinkedIn — 2003.
6. ↑  https://www.whitehouse.gov/the-press-office/2017/07/21/president-donald-j-trump-appoints-anthony-scaramucci-be-white-house
7. ↑  Anthony Scaramucci leaves role as White House communications director after 10 days — 2017.
8. ↑  Корреспондент.net: Зі CNN звільнилися три журналісти через статтю про зв'язки Трампа з РФ [Архівовано 28 липня 2017 у Wayback Machine.]. 27.06.2017
9. ↑  Європейська правда: Прес-секретар Білого дому Шон Спайсер подав у відставку [Архівовано 28 липня 2017 у Wayback Machine.]. 24.07.2017
10. ↑  The New York Times: Scaramucci on Leaks: ‘I'm Going to Fire Everybody’ [Архівовано 29 липня 2017 у Wayback Machine.].(англ.) 25.07.2017
11. ↑  24 канал: У Трампа обіцяють покласти край витокам інформації [Архівовано 28 липня 2017 у Wayback Machine.]
12. ↑  CBS: New WH comms director Anthony Scaramucci deletes old tweets contradicting Trump. [Архівовано 29 липня 2017 у Wayback Machine.](англ.)
13. ↑  The New Yorker: Anthony Scaramucci Called Me to Unload About White House Leakers, Reince Priebus, and Steve Bannon [Архівовано 27 липня 2017 у Wayback Machine.].(англ.) 27.07.2017
14. ↑  @Scaramucci (27 липня 2017). @Scaramucci (Твіт). Архів оригіналу за 29 липня 2017. Процитовано 29 липня 2017 — через Твіттер.
15. ↑  Голос Америки: Ентоні Скарамуччі пішов з посади директора з комунікацій Білого дому [Архівовано 1 серпня 2017 у Wayback Machine.]. 31.07.2017